# Дуброфф Джессіка
Джессіка Уїтні Дуброфф (англ. Jessica Whitney Dubroff; 5 травня 1988, Фалмут, Массачусетс, США  — 11 квітня 1996, Шаєнн, Вайомінг, США) — американська льотчиця-стажистка, загибла у віці семи років при спробі стати наймолодшим авіатором, облетівши навколо США. Разом з нею на борту літака Cessna 177 перебували її батько та інструктор, які теж загинули. До моменту вильоту у Дуброфф не було льотної ліцензії ФАА, тому, що вона видається мінімум з 16 років. Однак, згідно з дослідженнями фахівців, катастрофа сталася через погану погоду і перевантаження літака.

## Сім'я і раннє дитинство
Джессіка Дуброфф народилася в 1988 році в Фалмуті, штат Массачусетс в сім'ї Ллойда Дуброффа та Лізи Блер Хезевей. У Ллойда були двоє дорослих дітей від першого шлюбу. У минулому він був членом організації Future Farmers of America і намагався вступити до Військово-повітряних сил США, але його визнали занадто високим. Він працював фінансовим консультантом. Хезевей та Дуброфф проживали в незареєстрованому шлюбі, і відносини між ними були нестабільними. Крім Марії, у них був син Джошуа. У 1990 році пара розлучилася і через рік Дуброфф одружився з Меліндою Енн Херст. На момент весілля йому було 52, нареченій  — 19. У 1991 році Мелінда народила від нього дочку Кендалл. У грудні 1992 року Хезевей, якийсь час жила з колишнім співмешканцем та його новою сім'єю, народила від Дуброффа третю дитину, дочку Жасмін. Всіх дітей Хезевей народила в домашніх умовах.
У віці чотирьох років Джессіка разом з матір'ю, братом і сестрою переїхала в область затоки Сан-Франциско. Її улюбленою піснею була «Little Boxes». Джессіка не ходила в школу через те, що її мати вважала за краще навчати дітей вдома самостійно. Хезевей водила дітей на уроки верхової їзди та гри на піаніно, не дозволяла їм дивитися телевізор і читати дитячі книжки. Родичі та знайомі родини згодом стверджували, що Джессіка зростала в любові з боку обох батьків, хоча вони й не жили разом. Вона швидко знаходила нових друзів, жертвувала кишенькові гроші на благодійність і разом з матір'ю і братом підробляла, розвозячи на велосипедах місцеву газету.
У 1995 році, незадовго до загибелі в авіакатастрофі, Ллойд Дуброфф купив чотири поліси страхування життя, кожен на 750 000 доларів. Два з них були на ім'я дружини Мелінди і їх дочки Кендалл, два на ім'я колишньої співмешканки Хезевей і їх дітей, так що кожна жінка б отримала 1,5  млн доларів у разі його смерті. Після загибелі Дуброффа обидві жінки подали один на одного в суд з вимогою отримати всю суму страхових виплат. У підсумку 18 грудня 1997 року суддя Верховного суду округу Сан-Матео Джудіт Козлоскі постановила виплатити кожній жінці 1,5  млн, як і планувалося. Інші вимоги були відхилені.

## Підготовка до польоту
Вперше Джессіка побувала на аеродромі в шість років. Після цього у дівчинки з'явилася мрія самій пілотувати літак. Ллойд запропонував дочці політ навколо США, на що вона погодилася. Для підготовки Джессіка брала уроки керування літальним апаратом в інструктора Джо Рейда. До нього звернулася мати Джесіки та сказала, що її діти хочуть навчитися водити літак. За спогадами колег, Рейд, глибоко релігійний ветеран Війни у В'єтнамі, швидко порозумівся з юною ученицею: «Вони обидва любили літати, любили життя і людей. Було дивно бачити їх разом. Джо завжди був щасливий і посміхався». «Джессіка з нетерпінням чекала кожного уроку, який у них був», — сказала його вдова.
Політ був названий Дуброффами «Від моря до сяючого моря» (англ. Sea to Shining Sea, цитата з пісні «America the Beautiful»). Ллойд замовив кепки та футболки з логотипом польоту та ім'ям дочки, щоб потім роздавати їх друзям і родичам як сувеніри. Джессіка отримала близько 35 годин підготовки до польоту. Проте, у неї не було льотної ліцензії ФАА, бо студентська ліцензія видається з 16 років, доросла — з 17.
Джессіка хотіла здійснити політ до того, як їй виповниться 8 років, щоб побити неофіційний рекорд хлопчика, який облетів США у 8-річному віці. Її досягнення не було б визнане Книгою рекордів Гіннесса, тому, що пункт «наймолодший пілот» був прибраний її укладачами в 1989 році з побоювання, що юний авіатор може не впоратися з керуванням в спробі побити рекорд. Востаннє інформація про самого юного пілота була внесена в 1994 році, коли США облетіла 9-річна Рейчел Картер.

## Політ
У вечір перед вильотом Джессіка, її батько та інструктор приїхали в Шаєнн. Вони дали кілька інтерв'ю ЗМІ, а потім вирушила до готелю на машині директора місцевої радіостанції, який запропонував їм відкласти політ через погану погоду. Ллойд Дуброфф відповів відмовою, заявивши, що вони збираються «перемогти» бурю. Як повідомляється, до трагедії медіа і глядачі не висловлювалися проти польоту.
Дуброфф вирішив нейтралізувати силу бурі, відразу після вильоту звернувши на схід. Проте, коли вони злетіли, видимість стала нижче мінімуму — 3 милі згідно з правилами візуальних польотів. Джо Рейд отримав спеціальний дозвіл, що дозволяв йому вийти із зони контролю в аеропорті, попри обмежену видимість.
Політ проходив на літаку «Cessna 177». Джессіка сиділа на передньому лівому сидінню, інструктор Рейд — на правому, а Ллойд ззаду. Сам Рейд не вважав цей політ якимсь незвичайним. Своїй дружині він сказав, що не вважає цей переліт особливою подією в історії авіації та «це просто політ по пересіченій місцевості з 7-річною дитиною, що сидить поруч із тобою, і його батьки платять за це».
О 8:24 ранку 11 квітня літак, перевантажений на 96 фунтів (близько 43 кг), піднявся в повітря. Йшов дощ, був сильний вітер. За повідомленнями спостерігачів, підйом був надзвичайно повільним. Після цього літак розвернувся направо, але, пролетівши кілька сотень футів, швидко впав на вулицю житлового району. Всі троє, що знаходилися на борту, загинули на місці.
Національна рада з безпеки на транспорті опублікував 11 березня 1997 року свій звіт про авіакатастрофу. Рада оцінювала дії Рейда як командира повітряного судна. Згідно з офіційними даними, політ було неприпустимо проводити при таких погодних умовах, і це, ймовірно, призвело до просторової дезорієнтації й втрати управління Джессікою та інструктором. Також, на думку експертів, літак був надзвичайно перевантажений. Ще однією з версій була втрати орієнтації Рейдом внаслідок того, що йому доводилося крутити головою, щоб дивитися спочатку праворуч в бокове вікно, а потім ліворуч на панель управління. Подібний феномен відомий як «гігантська рука».

## Пам'ять і значення
Катастрофа викликала суспільний резонанс. Журнали People і Time опублікували новину про це на перших сторінках. Багато звинувачували в тому, що трапилося батьків Джессіки, зокрема покійного Ллойда Дуброффа. Висловлювалася, що він експлуатував дочку для рекламних цілей. Також покладали відповідальність і на ЗМІ. Майбутній політ широко освячувався в пресі та не піддавався особливій критиці. Національна рада з безпеки на транспорті зазначила, що підвищена увага була сприяючим чинником у трагедії.
Після загибелі Джессіки Дуброфф було запропоновано прийняти закон, що забороняє неповнолітнім робити спроби пілотування. Закон був прийнятий Конгресом США у вересні 1996 року і 9 жовтня його підписав президент Білл Клінтон. Згідно із законом, людина, що не має сертифіката пілота, тобто не досяг як мінімум 16 років, не має права керувати літаком. У разі, якщо діючий пілот погодиться бути інструктором при такому польоті, він може бути позбавлений ліцензії.